# خوان فرنسيسكو كازاس
خوان فرنسيسكو كازاس (بالإسبانية: Juan Francisco Casas)‏ هو رسام إسباني، ولد في 21 سبتمبر 1976 في لا كارولينا في إسبانيا.